# برونو فونسيكا
برونو فونسيكا (بالإنجليزية: Bruno Fonseca) هو نحات ورسام أمريكي، ولد في 15 مارس 1958 في نيويورك في الولايات المتحدة، وتوفي في 31 مايو 1994 في إيست هامبتون في الولايات المتحدة.